# Ernest Alfred Wallis Budge
Ernest Alfred Wallis Budge (ur. 27 lipca 1857 w Bodmin, Kornwalia, zm. 23 listopada 1934 w Londynie) – angielski egiptolog, orientalista i filolog. Pracując dla Muzeum Brytyjskiego odbył kilka podróży do Egiptu i na Bliski Wschód skąd sprowadzał eksponaty dla swojego pracodawcy. Studiował również języki egipskie i języki asyryjskie oraz jest autorem wielu prac naukowych.